# In Time (album)
In Time is een muziekalbum van de Amerikaanse multi-instrumentalist Kit Watkins. Hij speelt hier samen met Coco Roussel zijn vriend uit Happy The Man. De muziek heeft dan ook veel weg van muziek van die band.

## Musici
- Kit Watkins – alle instrumenten waaronder synthesizers, dwarsfluit, sopraansaxofoon en percussie.
- Coco Roussel – slagwerk, percussie

## Composities
1. Sprites (W/R) (4:36)
2. 7/8 segue (W) (1:46)
3. Rumble at the ruins (R) (3:22)
4. Forte (W) (3:36)
5. Do you mind ? (R ) (7:13)
6. In time (W) (4:52)
7. Smart (W) (3:15)
8. Over the Andes (W) (5:37)
9. Spiral march (R ) (2:41)
10. Apres-midi (R/W) (4:49)
11. Belhaven (W) (4:42)
12. Bob’s tune (W) (6:01)
13. Pastel (W) )1:36)